# Lauri Läänemets
Lauri Läänemets (ur. 31 stycznia 1983 w Tallinnie) – estoński polityk i samorządowiec, deputowany, od 2022 przewodniczący Partii Socjaldemokratycznej, w latach 2022–2025 minister spraw wewnętrznych.

## Życiorys
W 2001 ukończył szkołę średnią w stołecznej dzielnicy Pirita, a w 2007 zarządzanie w branży rekreacyjnej na Uniwersytecie Tallińskim. Był przewodniczącym rady związku studentów macierzystej uczelni. Pracował w organizacjach studenckich i administracji miejskiej Tallinna. W latach 2008–2010 należał do Estońskiego Związku Ludowego, następnie dołączył do Partii Socjaldemokratycznej. W latach 2013–2017 zajmował stanowisko burmistrza gniny Väätsa. Uzyskiwał mandat radnego Tallinna i gminy Türi.
W 2019 objął mandat posła do Zgromadzenia Państwowego XIV kadencji. Do estońskiego parlamentu został następnie wybrany w 2023.
Był wiceprzewodniczącym socjaldemokratów, w lutym 2022 zastąpił Indreka Saara na funkcji przewodniczącego partii. W lipcu 2022 został ministrem spraw wewnętrznych w powołanym wówczas drugim rządzie Kai Kallas. Utrzymał tę funkcję również w powołanym w kwietniu 2023 jej trzecim gabinecie oraz w utworzonym w lipcu 2024 rządzie Kristena Michala. Urząd ten sprawował do marca 2025, kiedy to socjaldemokraci zostali wykluczeni z koalicji.